# لازاتس
لازاتس (به صربی: Lazac) یک منطقهٔ مسکونی در صربستان است که در کرالیفو واقع شده‌است.